# Au pays de Zom

Au pays de Zom est un film québécois réalisé par Gilles Groulx, sorti en 1983. Ce film est un essai que Groulx a lui-même qualifié de « fantaisie musicale néo-surréaliste », interprété principalement par la basse Joseph Rouleau, sur une musique composée et dirigée par Jacques Hétu. Il est situé à mi-chemin entre le cinéma, le théâtre et l'opéra.

## Synopsis
Un riche financier imbu de sa personne fait le point sur sa situation personnelle et ses relations avec les gens qui l'entourent, dans un quotidien morne et modelé par les vicissitudes du pouvoir. 
La fausse modestie du discours de Monsieur Zom est l'occasion pour Groulx d'exprimer une fois de plus, dans un style pamphlétaire (24 heures ou plus, 1973), son engagement contre le capitalisme. C'est également la poursuite d'une réflexion sur la nature du bonheur des mieux nantis, que l'abondance et la complaisance peuvent altérer. 

## Fiche technique
- Titre original: Au pays de Zom
- Réalisation : Gilles Groulx
- Scénario : Gilles Groulx
- Images : Alain Dostie
- Son : Richard Besse
- Musique : Jacques Hétu
- Production : Jean Dansereau pour l'Office national du film du Canada
- Origine : Québec
- Genre : Film musical
- Durée : 76 minutes
- Date de sortie : 2 octobre 1983 (Montréal)

## Distribution
- Joseph Rouleau : Monsieur Zom
- Françoise Berd : Madame Zom
- Christiane Alarie : une secrétaire
- Michèle Mercure : une secrétaire
- Marie-France Lamoureux : une secrétaire
- Gaston Lepage : Gaston
- Danielle Schneider : une secrétaire
- Charles E. Trudeau : chauffeur de Monsieur Zom
- René Racine : le jardinier

## Autour du film
Victime d'un grave accident de voiture au moment du montage, Gilles Groulx termine le film non sans peine avant de se retirer complètement du cinéma. 